# Franklinia
Franklinia es un género monotípico en la familia Theaceae. La única especie de este género es el árbol de Franklinia altamaha, comúnmente llamado el árbol de Franklin, nativo del valle del río Altamaha en Georgia en el sureste de EE. UU.. Desde 1803 se encuentra extinto en la naturaleza, sin embargo sobrevive como árbol oriental cultivadoven Georgia.
Algunos botánicos incluyen a Franklinia dentro del estrechamente relacionado género Gordonia. Las especies de Gordonia difieren en que tienen follaje siempre verde y flores con unos tallos largos.

## Descripción
Franklinia alatamaha es un arbusto de gran tamaño, o bien un árbol de pequeño tamaño (hasta 10 m de altura) pero que normalmente alcanza de los 4.5 m a los 7.5 m, caducifolio. Se encuentra comercialmente disponible para su cultivo en los jardines. Se encuentra muy solicitado gracias a sus olorosas flores blancas, similares a las camelias. Sus flores aparecen a finales del verano o a principios del otoño, permaneciendo hasta que las hojas del árbol cambian de color.
El árbol tiene una forma simétrica, algo piramidal, con diversos individuos de la especie que forma sus coronas casi idénticas. Forma varios troncos verticales cerca del nivel del suelo. La corteza es gris con líneas estriadas verticales blancas u con una textura en forma de surcos. Las hojas son alternas, obovadas con unas 6 pulgadas (15 centímetros) de longitud que cambian a un color rojo anaranjado brillante en el momento de su caída.

## Historia
Los botánicos de Filadelfia John y William Bartram fueron los primeros en observar los árboles creciendo cerca del río Altamaha en la colonia británica de Georgia en 1765. Asignaron el árbol a un nuevo género nombrado en honor de su amigo Benjamín Franklin. William Bartram colectó semillas de Franklinia durante un segundo viaje a los estados del sur de EE. UU. de 1773 hasta principios de 1776, el viaje se encuentra descrito en el libro "Bartram's Travels".
Este raro árbol fue visto en estado silvestre por última vez en 1803. Su extinción en la naturaleza se ha atribuido a una enfermedad fúngica introducida con el cultivo de las plantas del algodón.
Todos los árboles de Franklin de los que se conoce su existencia actualmente, descienden de los especímenes propagados por los Bartrams en su jardín botánico en Filadelfia.

## Cultivo
El árbol de Franklin tiene una reputación entre los jardineros de ser difícil de cultivar, especialmente en ambientes urbanos. Prefiere suelo rico, ácido, y no tolera el suelo de arcilla o la humedad excesiva. El árbol de Franklin no tiene ningún parásito conocido, pero puede presentar putrefacción de la raíz y no aguanta bien la sequía.